# Liste der Baudenkmäler in Vettweiß
Die Liste der Baudenkmäler in Vettweiß enthält die denkmalgeschützten Bauwerke auf dem Gebiet der Gemeinde Vettweiß im Kreis Düren in Nordrhein-Westfalen (Stand: September 2011). Diese Baudenkmäler sind in der Denkmalliste der Gemeinde Vettweiß eingetragen; Grundlage für die Aufnahme ist das Denkmalschutzgesetz Nordrhein-Westfalen (DSchG NRW).

| Bild                                     | Bezeichnung                              | Lage                                                   | Beschreibung | Bauzeit                        | Eingetragen seit   | Denkmal- nummer |
| ---------------------------------------- | ---------------------------------------- | ------------------------------------------------------ | --- | ------------------------------ | ------------------ | --------------- |
| barocke Vierflügelanlage aus Backstein   | barocke Vierflügelanlage aus Backstein   | Disternich Kölnstraße 1 Karte                          | 18. Jh.; barocke Vierflügelanlage aus Backstein, verputzt, Haupthaus traufenständig zu 4 Achsen, rechts daneben überbaute rundbogige Tordurchfahrt mit Wappen im Keilstein, Wirtschaftsgebäude um den Innenhof teilweise erneuert, ebenfalls Backstein verputzt; Haupthaus im Winkel gebaut, mit Werkstein-Fenstergewänden, Eingang mit neuer Tür, Sprossenoberlicht; Innenausbau neu; Mansarddach des Haupthauses zur Straße hin abgewalmt; Satteldächer der Scheunen. | 18. Jh.                        | 27. November 1985  | Dis-1           |
| weitere Bilder                           | Hallenburg                               | Disternich Burgstraße Karte                            | 16. Jh., moderner Ausbau, Vorburg 20. Jh.; Herrenhaus auf eigener Insel, Backsteinbau auf Bruchsteinsockel, 3:5 Achsen, rundbogiges Portal in der Mittelachse der fünfachsigen Fassade; halbe Kreuzstockfenster mit Sandsteingewölben; steiles Walmdach mit Dachausbauten; gekrönt von 2 Wetterfahnen; Innenausbau erheblich überarbeitet, weitgehend neu, zugehörig Graben um das Herrenhaus und Brücke. | 16. Jh.                        | 30. September 1986 | Dis-2           |
| Kath. Pfarrkirche St. Mariae Himmelfahrt | Kath. Pfarrkirche St. Mariae Himmelfahrt | Disternich Kölnstraße 5 Karte                          | 18. Jh.; einschiffiger Saalbau mit 3/8-Chorschluss und vorgesetztem Ostturm; Backstein auf Bruchsteinsockel geschlämmt; 3 Rundbogenfenster; Ostturm mit kleinen Schallarkaden und spitzer oktogonaler Haube; kleine barocke Westvorhalle; Ausstattung 18./19. Jh.; reicher barocker Beichtstuhl und Kreuzigungsgruppe, Hochaltar und Seitenaltäre; Gestühl, Kreuzwegstationen 19. Jh.; zugehöriger Friedhof mit Bruchsteinmauer, neugotisches Friedhofskreuz von 1867, Sandstein. | 18. Jh.                        | 30. September 1986 | Dis-3           |
| ehem. Pfarrhof                           | ehem. Pfarrhof                           | Disternich Am Neffelbach 1 Karte                       | Um 1800, ehem. Pfarrhof; 2-geschossiges traufenständiges Backsteinhaus zu 5 Achsen, Eingang mit Oberlicht und Treppe in der Mittelachse; Gewände von Tür und Fenster aus Werkstein; Sprossenfenster; eine Giebelseite zu 2 Achsen, im Giebel in jeder Achse ein ovaler Okulus; Mansarddach über Traufgesims aus Backstein; Wirtschaftsgebäude und Umfassungsmauer neu; Innenausbau erneuert. | um 1800                        | 30. September 1987 | Dis-5           |
| Fachwerkhofanlage                        | Fachwerkhofanlage                        | Froitzheim Martinusstraße 74 Karte                     | Bei dem og. Baudenkmal handelt es sich um eine dreiflügelige Fachwerkhofanlage die im 18. Jahrhundert errichtet wurde. Zur Hofanlage gehören das Wohnhaus, die rückwärtige Scheune und seitlich daneben die Stallanlage mit Remise. Das Objekt ist trotz der starken Veränderung des Wohnhauses wegen der gut erhaltenen Wirtschaftsgebäude von Bedeutung für die Geschichte des Menschen und seiner Arbeits- und Produktionsverhältnisse. | 18. Jh.                        | 2. November 1984   | Fro-1           |
| Fachwerkhofanlage                        | Fachwerkhofanlage                        | Froitzheim Martinusstraße 78 Karte                     | 1. Hälfte 19. Jh.; 4-flügelige Fachwerk-Hofanlage, ehem. Gerberei; Wohnhaus 2-geschossig, traufenständig zu 5 Achsen; Straßenseite heute teerpappeverkleidet, neue Fenster; Satteldach; im Innern verputzte Balkendecken; originale Treppe; Scheunentrakt zur Straße hin auf hohem Bruchsteinsockel mit preußischem Gewölbekeller, Oberbau Fachwerk mit Satteldach, Hofgebäude z. T. stark verändert, rückwärtige Scheune original erhalten. | 1. Hälfte 19. Jh.              | 11. Dezember 1986  | Fro-7           |
| Bruchsteinwohnhaus                       | Bruchsteinwohnhaus                       | Froitzheim Martinusstraße 37 Karte                     | inschriftliche Datierung 1812; ehem. Hofanlage; 2-geschossiges Bruchstein-Wohnhaus, traufenständig zu 5 Achsen, Eingang in der Mittelachse mit Freitreppe, Tür mit Oberlicht modern; Fenster- und Türgewände mit Stichbogen und Keilstein; Krüppelwalmdach; anschließend inschriftlich datiert Tordurchfahrt, Halbrundbogen mit Kämpfern. Hofgebäude des 19. Jh. aus Backstein größtenteils abgebrochen ohne Denkmalwert. | 1816                           | 11. Mai 1987       | Fro-8           |
| ehem. Pfarrhaus                          | ehem. Pfarrhaus                          | Froitzheim Martinusstraße 29 Karte                     | 18. Jh.; Veränderungen im 20. Jh.; zurückliegender, 5-achsiger, traufständiger Bruchsteinbau, teilweise geschlämmt, teilweise verputzt; Eingang in der Mittelachse, Tür mit hoher Freitreppe und Oberlicht, Werksteingewände an Tür und Fenstern; Türen und Fenster alle modern, flach geneigtes Mansarddach; zur Straße hin Bruchsteinmauer mit korbbogiger Durchfahrt. | 18. Jh.                        | 22. Januar 1988    | Fro-9           |
| Backsteinwohnhaus                        | Backsteinwohnhaus                        | Froitzheim Martinusstraße 34 Karte                     | 18. Jh.; Veränderungen im 20. Jh.; zurückliegender, 5-achsiger, traufständiger Bruchsteinbau, teilweise geschlämmt, teilweise verputzt; Eingang in der Mittelachse, Tür mit hoher Freitreppe und Oberlicht, Werksteingewände an Tür und Fenstern; Türen und Fenster alle modern, flach geneigtes Mansarddach; zur Straße hin Bruchsteinmauer mit korbbogiger Durchfahrt. | 1. Hälfte 19. Jh.              | 22. Oktober 1987   | Fro-10          |
| Backsteinwohnhaus                        | Backsteinwohnhaus                        | Froitzheim Martinusstraße 62 Karte                     | inschriftliche Datierung 1769, im Kern wohl älter; Datierung im Torbogen 1727, Fassade des Wohnhauses E. 19. Jh.; Wohnhaus giebelseitig, zu 2 Achsen, Giebelseite verputzt, sonst Bruchstein, geschlämmt, Hoffassade zu 5 Achsen mit Eingang in der Mittelachse, Werksteingewände, Satteldach, anschließender, datierter Torbogen als Rest der abgegangenen Hofgebäude. | 1727                           | 22. Oktober 1987   | Fro-11          |
| Fachwerkwohnhaus                         | Fachwerkwohnhaus                         | Froitzheim Martinusstraße 74 Karte                     | 18. Jahrhundert; 2-geschossiges Fachwerkhaus, traufenständig; Tordurchfahrt in der linken Haushälfte, Fachwerk in Geschossbauweise mit eingehälsten Ankerbalken, Satteldach. | 18. Jh.                        | 7. Juni 1990       | Fro-12          |
| Bruchsteinwohnhaus                       | Bruchsteinwohnhaus                       | Froitzheim Martinusstraße 38 Karte                     | 18. Jahrhundert; 2-geschossiges Fachwerkhaus, traufenständig; Tordurchfahrt in der linken Haushälfte, Fachwerk in Geschossbauweise mit eingehälsten Ankerbalken, Satteldach. | um 1800                        | 9. Juni 1994       | Fro-13          |
| Bildstock                                | Bildstock                                | Froitzheim Martinusstraße 93 Karte                     | 18. Jh.; Bildstock aus Buntsandsteinquadern, weißgeschlämmt, annähernd quadratischer Grundriss; Sockel mit Gesims, Aufbau mit flachbogiger Nische, modernes Kreuz, altes Gitter; darüber Kreuzigungssymbole mit Inschrift, Inschrift hier und im Sockel stark verwittert, Abschluss dachförmig. | 16. Jh.                        | 24. April 1985     | Fro-2           |
| Buntsandsteinbildstock                   | Buntsandsteinbildstock                   | Ginnick Im Sandberg Karte                              | Inschriftliche Datierung 1785; Bildstock aus Buntsandstein; Pfeiler mit verwitterter Inschrift und Datierung, profiliertes Gesims, darüber Aufbau mit geschweiftem Dach, darin Nische mit muschelförmigen Abschluss; Rocaillerdekor, recht aufwändig, gute Qualität. | 1785                           | 17. Mai 1985       | Gin-1           |
| Fachwerkhofanlage                        | Fachwerkhofanlage                        | Ginnick Antoniusstraße 18 Karte                        | 1876, Datierung durch Maueranker; 4-flügelige Hofanlage aus Bruchstein und Fachwerk: Wohnhaus Bruchstein, geschlämmt, traufenständig zu 6 Achsen mit links anschließender, korbbogiger Tordurchfahrt, darüber 2 weitere Fensterachsen; Eingang in der 3. Achse von links; Gewände von Tür und Fenstern aus Werkstein; Satteldach; Scheunen Fachwerk, ausgemauert, mit Satteldach. | 1867                           | 31. Juli 1986      | Gin-2           |
| Kath. Pfarrkirche                        | Kath. Pfarrkirche                        | Ginnick Kirchgasse Karte                               | Mitte 17. Jh. Erweiterung 1897 durch Franz Statz; nach Kriegsschäden 1951 wiederhergestellt; 3-schiffige, 2-jochige Hallenkirche auf kreuzförmigen Grundriss mit 5/8-Chorschluss und eingezogenem Westturm; Bruchstein mit Eckquaderung, in jedem Joch ein Rundbogenfenster; Turm mit geschweifter, barocker Haube; im Inneren Hochaltar um 1700, Seitenaltäre und mehrere Skulpturen in ländlichem Barock, farbig gefasst; zugehöriger Friedhof, Bruchsteinmauer mit eingefügten Grabmalen und Kreuzen des 17. und 18. Jh. | 17. Jh.                        | 26. Oktober 1987   | Gin-3           |
| Bildstock                                | Bildstock                                | Ginnick Antoniusstraße 2/Triftstraße 1 Karte           | Bei dem in eine alte Bruchsteinmauer eingelassenen Bildstock handelt es sich um ein sakrales Objekt aus dem 18. Jahrhundert, offensichtlich in situ (sehr selten), das aus Rotsandsteinquadern errichtet wurde und in Unter- und Oberteil gegliedert ist. Beide Parteien sind durch ein einfaches Gesims getrennt, der Oberbau enthält eine Rundbogennische und ist rundbogig geschlossen. Die Backsteinummauerung ist eine jüngere Reparatur; auch Figur und Gitter sind erneuert. Der Bildstock ist bedeutend für die Geschichte des Menschen, da er ein Zeugnis der bis in unsere Zeit tief in der Bevölkerung verwurzelten Frömmigkeit ist, die das gesamte Leben auf dem Lande prägte. Für die Erhaltung und Nutzung liegen wissenschaftliche, insbesondere volkskundliche Gründe vor, denn in Gestalt und Platzierung dokumentiert das Objekt lokale religiöse Traditionen und Kultformen, Die für die Historische Dimension von Ginnick wichtig ist. | 18. Jh.                        | 16. Juli 2007      | Gin-4           |
| Rosenhof                                 | Rosenhof                                 | Gladbach Mersheim                                      | Inschriftliche Datierung am Wohnhaus 1724, an Torbogen 1727; Wohnhaus einer Hofanlage, 2-geschossig, Backstein, Eingang an der Traufseite im Hof, Erdgeschossfenster jeweils gekuppelte Rechteckfenster, Werksteingewände; Haupteingang mit Inschrift und doppelschlägiger Tür; Giebelseite zu 2 Achsen; Satteldach über backsteinernem profiliertem Traufgesims; Wirtschaftsgebäude neu, nicht Teil des Denkmals. | 1727                           | 1. Oktober 1986    | Gla-6           |
| Heiligenhäuschen am Neffelbach           | Heiligenhäuschen am Neffelbach           | Gladbach Mersheim Karte                                | Inschriftliche Datierung 1866; backsteinernes Heiligenhäuschen mit moderner Statue des heiligen Petrus; Pfeileraufbau mit gefaltetem Dach, Inschrifttafel, an drei Seiten jeweils eine spitzbogige Nische. | 1866                           | 28. Januar 1988    | Gla-10          |
| Köttgeshof                               | Köttgeshof                               | Gladbach Mersheim 4 Karte                              | Gut Koettgeshof ist eine 4-flügelige Hofanlage aus dem frühen 19. Jahrhundert in Fachwerk und Backstein erbaut. Es wurde später ein Wirtschaftsgebäude erneuert ohne Denkmalwert. Die charakteristische Anlage liegt reizvoll in die Landschaft eingebettet. Das Herrenhaus in Massivbauweise zeigt schlichte klassizistische Architekturformen, in Innern sind noch originale Einbauten vorhanden wie z. B. Fußböden, Treppen u. Türen. Insgesamt stellt die Anlage den Typ des Vierflügelhofes dar, der in der Dürener Region üblich ist. Sie gibt Aufschluss über die Lebens- und Arbeitsgewohnheiten der Hofbewohner zur damaligen Zeit. | 19. Jh.                        | 26. September 1985 | Gla-4           |
| weitere Bilder                           | Jüdischer Friedhof                       | Gladbach Gladbach, Ecke Sportplatz Karte               | Judenfriedhof mit Grabmalen aus Naturstein und Kunststein. | 18.–19. Jh.                    | 7. September 1985  | Gla-3           |
| Jüdischer Friedhof                       | Jüdischer Friedhof                       | Kelz Michaelstraße Karte                               | Trapezförmiges Grundstück mit wenigen Grabsteinen | 19. und 20. Jh.                | 7. August 1985     | Kel-4           |
| weitere Bilder                           | Kath. Pfarrkirche St. Michael            | Kelz Michaelstraße 10 Karte                            | 1852–54, datiert auf Schlussstein im Chor; Erneuerung nach Schaden durch Blitzschlag 1888; 3-schiffige Backsteinbasilika mit 5/8 Chorschluss, vorgesetzter, 4-geschossiger Westturm mit spitzem 8-seitigem Zeltdach, Portal gekrönt von Statue des hl. Michael; am Langhaus 2-bahnige, spitzbogige Fenster mit Sandsteingewänden; im Inneren neu eingezogene flache Holzdecke; qualitätsvolles Chorgestühl und Altar sowie einige farbig gefasste Heiligenstatuen und Orgelempore aus der Erbauerzeit; Friedhofskreuze des späten 19. Jh. mit gotisierender Ornamentik und Kreuzigungsgruppe sowie Grabsteine des 17.–19. Jh., teilweise stark beschädigt. An der Außenwand des Chorschlusses barocke Statue, vermutlich des hl. Johannes einer Kreuzigungsgruppe, auf neuer Konsole. | 1852–1854                      | 21. Mai 1986       | Kel-5           |
| Backsteinhofanlage                       | Backsteinhofanlage                       | Kelz Michaelstraße 74 Karte                            | Datierung durch Maueranker 1807; ehem. geschlossene 4-flügelige Hofanlage; repräsentatives Wohnhaus traufenständig in der Mitte der Straßenseite, Backstein verputzt, 2-geschossig auf hohem Sockelgeschoss; 5 Achsen mit Eingang in der Mittelachse, Tür doppelflügelig mit Oberlicht, hohe Freitreppe, Fenster und Türen stichbogig mit Werksteingewänden, Zwerchgiebel mit Rundfenster über der Mittelachse, Satteldach, anschließende rundbogige Tordurchfahrt; nördliches Wirtschaftsgebäude Backstein mit Satteldach aus der Erbauerzeit, die anderen Wirtschaftsgebäude neu. | 1807                           | 27. Mai 1986       | Kel-7           |
| Wegekreuz                                | Wegekreuz                                | Kelz Michaelstraße 105 Karte                           | Inschriftlich datiert 1714; Ca. 3 m hohes Sandsteinwegekreuz mit hohem Pfeiler, im Oberteil Relief der Madonna, sehr stark verwittert; am Kreuz gusseiserner Korpus des 19. Jh. | 1714                           | 7. August 1985     | Kel-2           |
| Wegekreuz                                | Wegekreuz                                | Kelz Michaelstraße 105 Karte                           | Inschriftlich datiert 1714; Ca. 3 m hohes Sandsteinwegekreuz mit hohem Pfeiler, im Oberteil Relief der Madonna, sehr stark verwittert; am Kreuz gusseiserner Korpus des 19. Jh. | 1714                           | 7. August 1985     | Kel-3           |
| Villa                                    | Villa                                    | Kelz Kirchstraße 9 Karte                               | 2. H. 19. Jh.; 2-geschossige Villa aus Backstein; zur Kirchstraße 4-achsige Fassade, davon die beiden rechten Achsen risalitartig vorgezogen und erhöht, Abschluss mit Walmdach; im 2. OG des Risalites 2 Stuckmedaillons mit Engeln; Gliederung durch Lisenen aus hellen Ziegeln; an der linken Hausseite achteckiger mehrgeschossiger Turm; um die Villa Park mit Backstein-Hartenmauer aus der Erbauerzeit; Rückseite ganz schlicht. Interessanter, ungewöhnlicher Bau in englischen Landhausstil. | 2. Hälfte 19. Jh.              | 27. Mai 1986       | Kel-6           |
| Wegekreuz                                | Wegekreuz                                | Kelz Mühlenweg Karte                                   | 18. Jh.; Wegekreuz aus Rotsandstein auf Sandsteinpfeiler, unterhalb der Nische Relief eines Kelchs; Mittelstück zwischen Sockel und Kreuz möglicherweise von anderem Objekt; Kreuz mit Winkelstützen; gusseiserner Korpus. | 18. Jh.                        | 7. August 1985     | Kel-1           |
| Bildstock                                | Bildstock                                | Gladbach Donatusweg Karte                              | Ende 19. Jh.; gotisierender Bildstock aus Backstein, rechteckiger Pfeilerausbau auf Sockel, im Oberteil spitzbogig geöffnete Nische mit neuer Figur, Faltdach. Ungewöhnliche Form. | 19. Jh.                        | 23. August 1985    | Gla-1           |
| Wegekreuz                                | Wegekreuz                                | Gladbach Petrusstraße Karte                            | A. 18. Jh., inschriftliche Datierung verwittert; ca. 3 m hohes Sandsteinkreuz; breite quadratische Sockelplatte, schmaler Schaft mit Nische und verwitterter Inschrift, verwitterte Heiligenfigur in Hochrelief; neues Kreuz mit neuem gusseisernem Korpus. | Anfang 18. Jh.                 | 26. August 1985    | Gla-2           |
| Burg                                     | Burg                                     | Gladbach Hubertusstraße 19 Karte                       | 12. Jh., Ausbauten im 18. u. 19. Jh., moderner Innenausbau. zweiteilige Wasseranlage Herrenhaus Backstein mit Buntsandsteingewänden; 2-geschossig, halbrunde Flügelvorbauten mit eigenem Dach, davon einer auf den Fundamenten des Mittelalterlichen Bergfrieds, der andere 1715 ff.; Herrenhaus-Insel mit hohen Böschungsmauern, auf einer Ecke mittelalterlicher Zwingerturm erhalten; am Herrenhaus Mittelrisalit mit kleinem Dreiecksgiebel, darin Haupteingang; profilierte Traufgesimse, Walmdach; Vorburg 3-flügelig, seitlicher Eingang mit Portalvorbau des 17. Jh., Backstein mit Buntsandsteingewänden; zugehörig: Parkanlage, Wassergräben, spitzbogig überfangenes Heiligenhäuschen des späten 19. Jh. Aus Backstein. | 12. Jh.                        | 30. Juli 1986      | Gla-5           |
| Pfarrhaus                                | Pfarrhaus                                | Gladbach Hubertusstraße 2 Karte                        | Anfang 20. Jh.; 2-geschossiger im Originalzustanderhaltener Backsteinbau auf winkelförmigem Grundriss, regelmäßig Eckquaderung aus Putz, Fenster rund- bzw. korbbogig, originale Fensterkreuze und Türen, Haupteingang unter Windfang; im Winkel kleiner Saalbau, 1-geschossig mit Terrasse, Mansarddächer mit Krüppelwalm. zugehörig: Pfarrgarten mit Backsteinmauer und schmiedeeisernem Gitter; für ein Pfarrhaus seltene Bauform in guter originaler Erhaltung. | Anfang 20. Jh.                 | 12. November 1986  | Gla-7           |
| Wohnhaus einer Hofanlage                 | Wohnhaus einer Hofanlage                 | Gladbach Petrusstraße 48 Karte                         | Datierung durch Maueranker 1817; Wohnhaus einer 4-flügeigen Hofanlage, traufenständig, 2-geschossig zu 6 Achsen mit Eingang in der 3. Achse von rechts, Tür und Freitreppe modern; Backstein mit Buntsandsteingewänden; profiliertes Traufgesims, Satteldach; Zugehörig: korbbogige Tordurchfahrt und anschließender Giebel. | 1817                           | 18. Februar 1988   | Gla-11          |
| Bruchsteinwohnhaus                       | Bruchsteinwohnhaus                       | Gladbach Petrusstraße 50 Karte                         | Datierung durch Maueranker 1716; 2-geschossiges, traufenständiges Wohnhaus, Bruchstein, verputzt, Werksteingewände; 5 Achsen, Eingang mit flachbogigem Sturz und Oberlicht; doppelläufige Freitreppe; Fenster mit flachbogigem Sturz und Oberlicht, Verglasung neu; in der Mitte des Hauses rundbogige Nische mit Heiligenfigur; in der rechten Achse moderne Tordurchfahrt; Satteldach. | 1716                           | 26. Oktober 1987   | Gla-8           |
| Kath. Pfarrkirche St. Petrus             | Kath. Pfarrkirche St. Petrus             | Gladbach Petrusstraße 51 Karte                         | 15.–16. Jh., Umbau 1830; 2-schiffige kleine Hallenkirche; kreuzrippengewölbt, 3-seitig geschlossener Chor; eingezogener 3-geschossiger Westturm mit hoher, spitzer Haube; Chor Bruchstein mit Werkstein-Ziergliedern und Ziegeleinsprengseln; Langhaus 1830 backsteinverkleidet, Turm 1830 neu aus Backstein; Langhaus mit Satteldach; moderne Fenster und Vorbauten, moderne Sakristei, zugehörig: alter Kirchhof mit umgebender Bruchstein- bzw. Backsteinmauer, darin eingemauerte Kreuze; auf dem Kirchhof noch Grabplatten der Burghessen von Gladbach; Grabkreuze des 16.–19. Jh. | 15.–16. Jh.                    | 27. Januar 1988    | Gla-9           |
| Kath. Pfarrkirche St. Johann             | Kath. Pfarrkirche St. Johann             | Sievernich Pfarrer-Alef-Straße 6 Karte                 | Plan v. Vincenz Statz, Ausführung durch August Lange und Heinrich Nagelschmidt; neugotische 3-schiffige Backsteinhallenkirche; Langhaus mit 4 Joche, 1-jochiges Altarhaus mit 5/8-Schluss; eingezogener 4-geschossiger Westturm; spitzbogiges Portal, darüber breitbahniges Backsteinfries; im Langhaus breitbahnige spitzbogige Fenster mit Vierpässen; im Inneren Reste der neugotischen Ausstattung, reich geschnitzte Kanzel; Kirche nach Kriegszerstörung erneuert. Angebaut im Süden Eingangsvorhalle, im Norden kleine Kapelle. Zugehöriger Friedhof, darin barocke Grabkreuze aus Sandstein, 18. Jh., Friedhofskreuz (vermutlich früheres Wegekreuz) d. 18. Jh. | 1869–1877                      | 30. September 1986 | Sie-5           |
| Backsteinwohnhaus                        | Backsteinwohnhaus                        | Sievernich Pfarrer-Alef-Straße 10 Karte                | Inschriftliche Datierung 1866; traufenständiges Backsteinwohnhaus zu 7 Achsen, Eingang in der 3. Achse von rechts; Gewände von Tür und Fenster Werkstein; Backsteinfries. Am Traufgesims, Satteldach; rechts anschließende Tordurchfahrt mit Giebelseite des Wirtschaftsgebäudes. | 1866                           | 2. März 1988       | Sie-7           |
| Fachwerkhaus                             | Fachwerkhaus                             | Sievernich Johannesstraße 14 Karte                     | Inschriftliche Datierung im OG-Schwellbalken „Anno 1678“; 2-geschossiges Fachwerktraufhaus auf hohem, versetztem Sockel, die rechte Giebelwand in Backstein vorgesetzt, links überbaute Tordurchfahrt; EG rückwärtig Backstein; Wohnhaus in Stockwerksbauweise mit geschnitztem OG-Schwellbalken, mit eingehälsten Ankerbalken im UG, davor einer als Maskenkopf geschnitzt, im OG Zapfenschlösser; Fensteröffnungen im OG in originaler Größe, Satteldach. | 1678                           | 30. September 1986 | Sie-6           |
| Pfarrhaus                                | Pfarrhaus                                | Sievernich Pfarrer-Alef-Straße 11 Karte                | 2-geschossiges Backsteinwohnhaus zu 6 Achsen; Eingang mit Oberlicht und Freitreppe in der 3. Achse von rechts, Werkstein-Gewände, Sprossenfenster an der Gartenseite, Eingang mit doppelschlägiger Tür in der Hausmitte. | 18. Jh.                        | 30. September 1986 | Sie-4           |
| Petronellakapelle                        | Petronellakapelle                        | Gut Dirlau Karte                                       | Chor und Apsis 12. Jh., eingewölbt 1m 14./15. Jh., Langhaus 17./18. Jh.; Restaurierung 1907 Langhaus abgebrochen; rechteckiger Bruchsteinbau, geschlämmt; halbrunde Apsis mit Lisenengliederung; turmartiger, sich stufenweise verjüngender Westvorbau mit Dachreiter, im Westvorbau spitzbogiges Portal; an der Südseite Eingang mit Werksteingewände und barocker Tür; seitlich an der Apsis zugesetztes rechteckiges Fenster; am rückwärtigen Abschluss der Apsis zweibahniges Maßwerkfenster mit Vierpass. | 12. Jh.                        | 30. September 1986 | Sie-3           |
| Wegekreuz                                | Wegekreuz                                | Sievernich Pfarrer-Alef-Straße 29 Karte                | Wegekreuz mit barockem Sandsteinsockel und Pfeiler mit rundbogiger Nische; Kruzifix und Korpus neu | 18. Jh.                        | 16. September 1985 | Sie-2           |
| Wegekreuz                                | Wegekreuz                                | Sievernich Pfarrer-Alef-Straße 33 Karte                | lt. unvollständigem Chronogramm frühes 18. Jh.; ca. 4,50 m hohes Wegekreuz, Basaltlava, profilierter Sockel, Pfeiler mit rundbogiger Sakramentsnische und profilierten Gesimsen, Kreuz mit vollplastischem Korpus | 18. Jh.                        | 16. September 1985 | Sie-1           |
| Burg Sievernich                          | Burg Sievernich                          | Sievernich Rönernicher Straße 7 Karte                  | 15.–18. Jh., um 1860 erweitert; ehem. 2-teilige Wasseranlage mit teilweise doppeltem Grabensystem, Herrenhaus Backstein mit Werksteingewänden, 5 Achsen, 2 Geschosse, Eingang mit Freitreppe in der Mittelachse (Oberbau 1860); 1-geschossige Seitenbauten, Satteldach, Dachreiter. Vorburg Backstein, 3-flügelig. OG der Einfahrtsfront in Fachwerk, vom Hof her mit symmetrischen Treppenaufgängen versehen. Inschrift im inneren Bogen der Vorburg: „Durch britische Bomben zerstört am 15. Juli 1941, von Deutschen Reich neu erbaut von 1941–1943“ zugehörig weitläufige Grabenanlage und Garten auf der Hausseite, Freiraum vor der Vorburg. | 15.–18. Jh.                    | 4. Oktober 1989    | Sie-8           |
| Wegekreuz                                | Wegekreuz                                | Soller An der K 28 Karte                               | Inschriftliche Datierung 1683, mit stark verwitterter Inschrift; Blausteinkreuz mit gerundeten Winkelstützen auf Sockel des 19. Jh.; insgesamt ca. 3 m hoch, mehrfach gestufter scharrierter Blausteinsockel. | 1683                           | 20. Mai 1985       | Sol-1           |
| Wegekreuz                                | Wegekreuz                                | Soller Hampeschstraße 17 Karte                         | Errichtung um 1900; neugotisches Sandsteinkreuz, ca. 3 m hoch, Sockel 2-fach gestufter Pfeiler mit maßwerkartige ornamentiertem Mittelfeld, darüber Sakramentsnische; Kreuz mit gusseisernem Korpus | um 1900                        | 20. Mai 1985       | Sol-2           |
| Bruchsteinhofanlage                      | Bruchsteinhofanlage                      | Soller Marienstraße 15 Karte                           | Inschriftliche Datierung auf dem Torbogen 1739, über dem Türsturz 1758; 4-flügelige Hofanlage, Wohnhaus Bruchsteinhaus, Winkelbau mit aneinanderstoßenden Satteldächern; teilweise Werksteingewände, Scheunen und Ställe aus Fachwerk, durchgezapfte Ankerbalken, Satteldächer, rückwärtiger Teil in Bruchstein, nach dem Krieg erneuert; im Haus erhalten Pieta aus dem an der Ecke aufgestellten Heiligenhäuschen, Eiche 18. Jh. | 1739                           | 6. März 1986       | Sol-3           |
| Heiligenhäuschen                         | Heiligenhäuschen                         | Soller Marienstraße neben Haus 14 Karte                | Buntsandstein, auf quadratischem Grundriss mit tiefer Rechtecknische, darin Rundbogennische mit moderner Heiligenstatue, dachartiger Aufsatz; originale Pieta im Haus Marienstraße 15, transloziert vom Anf. Marienstraße. | 18. Jh.                        | 6. März 1986       | Sol-4           |
| Pfarrkirche                              | Pfarrkirche                              | Soller An der Grotte Karte                             | Chor 11./12. Jh.; Langhaus und Turm 16. Jh., umgestaltet 1714, neues Gesims 1905; Saalkirche mit vorgesetztem, 4-geschossigen Westturm und eingezogenem, romanischem Chor mit Vorchorjoch und Halbrundschluss; Bruchstein mit Lisenengliederung, umlaufender Sockel; Langhaus zu 4 Jochen, Kreuzrippengewölbe auf polygonalen Wandvorlagen, Rundbogenfenster; Orgelempore des 19. Jh., Orgelausstattung und Altäre um 1905, Reste barocker Ausstattung; kleine barocke Vorhalle, Westturm mit rundbogigen Schallarkaden und hoher, spitzer Haube; zugehörig: Friedhof mit Mauer aus Backstein, Grabkreuze des 16.–19. Jh., Lourdesgrotte aus Lavastein aus dem Jahre 1895; in Chor- und Langhauswänden römische Ziegel vermauert. | 11.–12. Jh.                    | 20. März 1986      | Sol-5           |
| Fachwerk-Winkelhof                       | Fachwerk-Winkelhof                       | Soller Marienstraße 3 Karte                            | Inschriftliche Datierung 1830; Fachwerk–Winkelhof; Wohnhaus 2-geschossig, giebelständig zu 3 Achsen, Eingang auf der Hofseite, Fachwerk in Geschossbauweise mit Streben und Fußbändern; Satteldach; Scheunen mit Backsteinausfachungen, Satteldächer, guter Originalbestand. | 1830                           | 4. November 1986   | Sol-6           |
| BW                                       | Fachwerkwohnhaus                         | Soller Gangolfusstraße 30 Karte                        | Wohnhaus einer 4-flügeligen Hofanlage, Fachwerk, giebelständig. 2-geschossig mit großen Fußbändern, Geschossbauweise mit durchgezapften Ankerbalken, alte Fensterteilung überwiegend erhalten, Krüppelwalmdach, Hofseite verputzt, Straßenseite eternitverkleidet. | 17. Jh.                        | 5. Januar 1988     | Sol-7           |
| ehem. Molkerei                           | ehem. Molkerei                           | Vettweiß Gereonstraße 12 Karte                         | Das Molkereigebäude entstand nach den Eintragungen in den Bauplänen vom Molkereineubau in den Jahren 1901/02. Das Gebäude beschreibt einen rechteckigen Grundriss, es gliedert sich in Keller-, Erd- und Obergeschoss und schließt mit einem Walmdach ab. Alle zur Straße hin sichtbaren Fassaden in zweifarbig ornamentiertem Backstein sind symmetrisch aufgebaut. Zeigen jeweils einen Mittelrisalit, der in der Dachzone als Zwerchgiebel ausgebildet ist. Die Raumaufteilung und Konzeption im Innern des Gebäudes ist weitgehend unverändert, im Kellergeschoss sowie im Erdgeschoss sind heute noch die Produktionsräume der Molkerei vorhanden und deren Zweckbestimmung ablesbar. | 1901/02                        | 10. Oktober 1984   | Vet-1           |
| Sandsteinkreuz                           | Sandsteinkreuz                           | Vettweiß Friedhofsweg Karte                            | Es handelt sich um ein Sandsteinkreuz an der Südwestmauer, inschriftlich datiert 1899. Es ist ein ca. 5 m hohes Kreuz auf gotisierenden Pfeiler mit seitlich angelaufenen Wangen, heller Sandstein auf Basaltlavasockel. | 1899                           | 9. April 1985      | Vet-2           |
| Wasserpumpe                              | Wasserpumpe                              | Vettweiß Dorfstraße 7 Karte                            | Anfang 19. Jahrhundert; schmiedeeiserne Pumpe. | 19. Jh.                        | 17. Mai 1985       | Vet-3           |
| Wegekreuz                                | Wegekreuz                                | Vettweiß Schulstraße gegenüber 46 Karte                | Korpus im 20. Jh. nachgearbeitet; hölzernes Wegekreuz, ca. 4 m hoch und überdacht, mit profilierten Kreuzenden, Rundbogennische im Kreuzschaft, hölzerner Korpus, gleichmäßig dunkelbraun gefasst; Korpus restauriert in Teilen erneuert. | 18. Jh.                        | 10. April 1985     | Vet-4           |
| Holzkruzifix                             | Holzkruzifix                             | Vettweiß Gereonstraße 14 Karte                         | Holzkruzifix in großer spitzbogiger Nischenarchitektur mit Kreuzblume, verputzt. | 19. Jh.                        | 10. April 1985     | Vet-5           |
| Jüdischer Friedhof                       | Jüdischer Friedhof                       | Vettweiß Verlängerung Kettenheimer Weg Karte           | Es handelt sich um einen umzäunten quadratischen Bereich mit Trauerweide in der Mitte; Grabsteine aus Blaustein, Marmor und Travertin, 2. H. 19. Jh. und A. 20. Jh. | 2. Hälfte 19. Jh.              | 19. April 1985     | Vet-6           |
| Fachwerkhaus                             | Fachwerkhaus                             | Vettweiß Gereonstraße 72 Karte                         | 1-geschossiges Fachwerkgiebelhaus auf hohem Sockel, mit Drempelgeschoss, Giebel über Balkenköpfen und Profilgesims leicht vorgekragt; im Untergeschoss Fenster erneuert und vergrößert; Eingang an der linken Traufseite, alter Sturz mit Inschrift; Satteldach. | 18. Jh.                        | 23. September 1985 | Vet-7           |
| Wegekreuz                                | Wegekreuz                                | Marktplatz Karte                                       | Wegekreuz aus Sandstein auf getrepptem Sockel, schlanker Pfeiler mit profilierten Gesimsen, Kreuz mit barocken Ornamentik, gusseiserner Korpus neu. | 18. Jh.                        | 23. September 1985 | Vet-8           |
| Villa aus Backstein                      | Villa aus Backstein                      | Vettweiß Schwarzer Weg 2 Karte                         | Gründerzeitliche Villa aus Backstein, teilweise verputzt, mit Renaissancedekor; 2-geschossig auf hohem Sockelgeschoss. Eingang in seitlichem Turm; Rundbogenfenster und Türen mit Originalteilung und teilweise Originalverglasung; profiliertes Traufgesims, Mansarddach mit ornamentierten Gauben, Turmhelm mit Belvedere aus Schmiedeeisen. Für die ländliche Umgebung ungewöhnliches, aufwändiges Bürgerhaus. | 19. Jh.                        | 17. Februar 1986   | Vet-9           |
| Villa aus Backstein                      | Villa aus Backstein                      | Vettweiß Küchengasse 10 Karte                          | 2-geschossiges Fachwerkgiebelhaus auf hohem Sockel aus Backstein; Stockwerkbauweise, engmaschiges Fachwerk an der Giebelseite, hier OG vorgekragt über geschweiften Knaggen, von denen ein Teil abgängig ist; liegende Gefache der rechten Traufseite, hier auch der Eingang, Fenster teilweise in Originalgröße, teilweise im 19. Jh. verändert; Satteldach, an der linken Traufseite späterer Fachwerkanbau unter abgeschlepptem Dach. Seltener, schon recht aufwändiger Bau mit guter Originalsubstanz. | 17./18. Jh.                    | 13. März 1986      | Vet-10          |
| Dreifaltigkeitskapelle                   | Dreifaltigkeitskapelle                   | Vettweiß Am Kettenheimer Graben Karte                  | Inschriftliche Datierung auf dem Türsturz 1680; Verputzte Kapelle auf quadratischem Grundriss mit polygonalem Chorschluss; geschweifte Haube mit geschlossener Laterne; (auf dem Türsturz die Inschrift: durch Johannen Curtium dero Hauptstadt Düren, Jungratsherr und Sophia Scheußlein Eheleut, erbaut 1680); schlichter Eingang und kleine, fast quadratische Fensteröffnungen, Gewände aus Rotsandstein. | 1680                           | 16. Mai 1986       | Vet-11          |
| Fachwerkhaus                             | Fachwerkhaus                             | Vettweiß Gereonstraße 26 Karte                         | Inschriftlich datiert 1828; 2-geschossiges Fachwerkhaus, Geschossbauweise, starke eingehälste Ankerbalken, im OG durchgezapft; Gefache mit Backstein in Zierlagen ausgemauert; Straßenseite mit 5 Achsen mit Eingang in der Mittelachse, Tür neu; eine Giebelwand in Backstein, Satteldach; für die späte Erbauungszeit sehr konservative Gestaltung. | 1828                           | 1. August 1986     | Vet-12          |
| weitere Bilder                           | Fachwerkgiebelhaus                       | Vettweiß Marktplatz 2 Karte                            | Datierung im Fachwerk „Anno 1753“; 1-geschossiges Fachwerkgiebelhaus mit Drempelgeschoss; Giebelgeschoss über Balkenköpfen vorgekragt; im Giebel originale Fensteröffnungen; im UG im 19. Jh. gerändert; Pfeilertür links an der Giebelseite; Satteldach; rückwärtig neuer Anbau; giebelseitiger Eingang nachträglich; wohl ehem. quererschlossenes Wohnstallhaus. | 1753                           | 1. August 1986     | Vet-13          |
| Obere Burg                               | Obere Burg                               | Vettweiß Burg Vettweiß 1 Karte                         | 16. Jh. mit späteren Veränderungen; Herrenhaus ehem. auf eigener Insel, 2-geschossig, Bruchstein, geschlämmt, am linken Teil der Fassade neuerer kleiner Fachwerkanbau, verputzt; Fassade 3-achsig, Eingang mit Segmentbogen und neuer Tür in der Mittelachse; über dem Eingang rundbogige Nische mit Madonnenfigur, darunter 2 Wappenschilder, das rechte datiert 1722, mit den Initialen HVT; Fenstergewände aus Werkstein, Sprossenfenster; an der Giebelseite unregelmäßige neue Fensteröffnungen; steiles Satteldach, verschiefert, an der rückwärtigen Traufseite über das Obergeschoss heruntergezogen, gekrönt von 2 schmiedeeisernen Wetterfahnen. | 16. Jh.                        | 22. April 1987     | Vet-14          |
| Vierkanthof                              | Vierkanthof                              | Vettweiß Dorfstraße 3 Karte                            | A. 19. Jh. mit Veränderungen des 20. Jh; Vierkanthof; Haupthaus mit Giebel zur Straße, Giebelseiten aus Backstein, daran im Anschluss nach rechts korbbogige Tordurchfahrt, fortgesetzt in einem Wirtschaftsgebäude aus Backstein; Wohnhaus an der äußeren Traufseite; Unterbau aus Backstein, Obergeschoss Fachwerk; Traufseite zum Hof Fachwerk mit Schwellenkranz, 2 Eingänge, der vordere mit Pfeilertür und Sprossenoberlicht, darin Kranz mit Lorbeergehänge; Satteldach, zur Hofseite vorgezogen; 20. Jh.; Backstein. | Anfang 19. Jh.                 | 20. Januar 1988    | Vet-15          |
|                                          | nicht belegt                             |                                                        | |                                |                    | Vet-16          |
| Rathaus                                  | Rathaus                                  | Vettweiß Gereonstraße 14 Karte                         | Das Rathaus gehört zu einer Gruppe von Gründerzeitbauten, die die Ortserweiterung nach Osten hin um die Jahrhundertwende dokumentiert. Der winkelige Baukörper mit zwei Geschossen zeigt zur Straße hin einen eingebauten Turm auf polygonalem Grundriss mit Haube. Unregelmäßig angelegte Fenster unterschiedlicher Form und Ausprägung kennzeichnen den Baukörper, der eine grobe, gelb-braune Putzhaut trägt und dessen gliedernde Bauteile durch Putzgewände akzentuiert sind, die einen Rotsandstein vortäuschen. Das abschließende Walmdach wird belebt durch zahlreiche dekorative Aufbauten. Im Inneren des Objektes blieb das ursprüngliche Treppenhaus mit originaler Verglasung erhalten. Im Vergleich mit den historischen Rathäusern von Nörvenich, Drove oder Hergarten, die sich durch romantisierende Fachwerkelemente auszeichnen, hebt sich das Rathaus in Vettweiß durch seine einheitliche Oberflächenstruktur und Materialwahl deutlich ab. |                                | 11. Mai 1989       | Vet-17          |
| Hofanlage (Mönchshof)                    | Hofanlage (Mönchshof)                    | Vettweiß Gereonstraße 17 Karte                         | 4-flügelige Hofanlage, Wirtschaftsgebäude teilweise Fachwerk, teilweise Backstein; Wohnhaus Backstein, 19. Jh., 2-geschossig zu 4 Achsen mit Eingang über der 2. Achse von links, Freitreppe unter hölzernem Vorbau, Satteldach, Holzstockfenster; Straßenseite durch 1-geschossige Fachwerkscheune mit Tordurchfahrt geschlossen, Wohnhaus an der Seite, anschließend großer Landschaftsgarten mit Mauer. Eindrucksvolle Anlage in gutem Zustand mit viel originaler Substanz. | 18./19. Jh.                    | 4. Januar 1994     | Vet-18          |
| Fachwerkgiebelhaus                       | Fachwerkgiebelhaus                       | Vettweiß Gereonstraße 48 Karte                         | 1 ½-geschossiges kleines Fachwerkgiebelhaus; Giebel über Balkenköpfe leicht vorgekragt; an der linken Giebelseite neuerer traufständiger Anbau mit großer Fensteröffnung; Satteldach; ungewöhnlich die strebenlose Schaufassade bei einem so kleinen Bau. | 17./18. Jh.                    | 4. Januar 1994     | Vet-19          |
| Wegekreuz                                | Wegekreuz                                | Disternich Talstraße im Feld Karte                     | 2. H. 19. Jh; Sandsteinkreuz mit hohem Pfeiler mit rundbogiger Sakramentsnische und Konsole, Korpus fehlt. | 2. Hälfte des 19. Jahrhunderts | 30. September 1987 | Dis-6           |
| Marienkapelle                            | Marienkapelle                            | Froitzheim Thumer Weg Karte                            | Inschriftliche Datierung in Wappentafel über dem Eingang 1703; verputzte Bruchstein-Kapelle auf 8-eckigem Grundriss, schlichter Eingang mit Werksteingewände, darüber Inschriftstein mit Datierung und Kartusche, mit Wappen der v. Vlatten; hölzernes Traufgesims, 8-seitige geschweifte, verschieferte Haube mit geschlossener Laterne von Kreuz bekrönt. Selten; ehem. für die Religion häufig vorkommender Typ. | 1703                           | 26. April 1985     | Fro-3           |
| 3 Fußfälle                               | 3 Fußfälle                               | Froitzheim Thumer Weg Karte                            | 18. Jahrhundert; 3 Fußfälle in Form von Heiligenhäuschen, Buntsandstein-Quader, geschlämmt; Sockelbau mit Gesims, darüber Rechtecknische, Gesims und dachförmiger Abschluss. | 18. Jh.                        | 17. Mai 1985       | Fro-4           |
| Fachwerkhaus                             | Fachwerkhaus                             | Froitzheim Martinusstraße 59 Karte                     | 18./19. Jh.; 3-flügelige Fachwerk-Hofanlage mit straßenseitigem Wohnhaus und Durchfahrt; Wohnhaus 2geschossig, Fachwerk in Geschossbauweise mit großen Schrägstreben, rechter Hausteil älter mit alter, kleiner Fensterteilung, linker Hausteil mit eigenes Satteldach; Fachwerkscheunen mit Backstein ausgefacht, Satteldächer. | 18./19. Jh.                    | 16. Mai 1986       | Fro-5           |
| kath. Pfarrkirche (St. Martin)           | kath. Pfarrkirche (St. Martin)           | Froitzheim Martinusstraße 27 Karte                     | 1868–70; Baumeister Heinr. Nagelschmidt, Köln; 3-schiffige, backsteinerne Hallenkirche mit sparsamen Werksteingliederungen; mehrfach abgestuft sich verjüngender Westturm auf quadratischem Grundriss mit starken Strebepfeilern, im OG ins Achteck übergeführt, 8-seitige Falthaube, eingezogener Chor mit rundem Abschluss rundbogiger Westeingang mit schlanken, eingestellten Säulen, darüber Rundfenster; zugehöriger Kirchhof mit Bruchsteinmauer umfasst, Grabkreuze des 17.–19. Jh., teilweise in situ (sehr selten). | 1868–1870                      | 23. Mai 1986       | Fro-6           |
| Kath. Pfarrkirche St. Jakobus            | Kath. Pfarrkirche St. Jakobus            | Jakobwüllesheim Veitzheimer Straße 1 Karte             | Erbaut 1891–93; Regierungsbaumeister Krings, Köln; 3-schiffige Backsteinbasilika in neuromanischen Formen mit 2 Chorflankentürmen; Westvorbau mit vorgezogenem übergiebeltem Mittelteil, rundbogig überfangenes Portal, im Giebel Statue des Heiligen Jakob; Langhaus mit Backsteingliederungen, rundbogige Fenster; Türme 4-geschossig, mit Blendbögen und verschieferten spitzen Hauben: 5/8-Chorschluss; Friedhofsmauer aus der Erbauerzeit, Friedhof mit Grabkreuzen des 17. und 18. Jhs. Friedhofskreuz aus Blaustein, datiert 1828, schlichtes Kreuz auf hohem Sockel mit sparsamem Dekor; vor der Kirche Grabplatte aus der Kapelle von Bubenheim. | 1891–93                        | 20. Mai 1986       | Jak-5           |
| Torbogen                                 | Torbogen                                 | Jakobwüllesheim Bubenheimer Straße 5 Karte             | Barocker Torbogen, datiert 1756; | 1756                           | 21. Mai 1986       | Jak-6           |
| Holzkruzifix                             | Holzkruzifix                             | Jakobwüllesheim Veitzheimer Straße 2 Karte             | Datierung durch Chronogramm 1754; Barockes Pfeilerkruzifix aus Holz mit reich geschnitzter Ornamentierung, Kreuz mit Kleeblattenden; barocker Korpus, farbig gefasst; Holzkreuz des 18. Jh. selten erhalten, ehem. häufig vertreten. | 1754                           | 23. Juli 1985      | Jak-1           |
| Wasserpumpe                              | Wasserpumpe                              | Jakobwüllesheim Veitzheimer Straße 2 Karte             | Anfang 19. Jh; schmiedeeiserne Pumpe, Schwängel mit Holzgriff in Form eines Pinienzapfens, vor backsteinernem Pfeiler. | Anfang 19. Jh.                 | 24. Juli 1985      | Jak-2           |
| Fachwerkwohnhaus                         | Fachwerkwohnhaus                         | Jakobwüllesheim Veitzheimer Straße 22 Karte            | Inschriftliche Datierung 1882, möglicherweise mit älterem Kern, ehemaliger Winkelhof aus Fachwerk, Haupthaus 2-geschossig zur Straßenseite 4-achsig, Gefache ausgemauert; neuer Eingang an der Hofseite, hier herabgezogenes Pultdach; Satteldach der Gebäude; links anschließende Toreinfahrt, rechts Backsteinmauer, abschließend giebelständiger Backsteinschuppen, davor alte Wasserpumpe | 1882                           | 9. Februar 1988    | Jak-7           |
| Vierkanthof                              | Vierkanthof                              | Jakobwüllesheim Veitzheimer Straße 26 Karte            | 1. H. 19. Jh. Vierkanthof aus Fachwerk; Haupthaus giebelständig, 2-geschossig, 4-achsig; rechts anschließender traufenständiger ehem. Scheunenteil in Stockwerksbauweise, zum Wohnhaus ausgebaut, zwischen beiden Teilen Eingang mit doppelflügeliger Pfeilertür; Sprossenfenster mit Schlagläden; Satteldächer; Fachwerkscheune an der Rückseite mit teilweise ausgemauerten Gefachen. | 1. Hälfte 19. Jh.              | 24. September 1993 | Jak-8           |
| Fachwerkhof                              | Fachwerkhof                              | Jakobwüllesheim Jalobusstraße 15 Karte                 | 17. Jh mit späteren Veränderungen; mehrteilige Fachwerkhofanlage; Wohnhaus giebelständig, auf hohem Bruchsteinsockel; Traufseite mit liegenden Gefachen und Zapfenschlössern; Fenster teilweise modern verändert; Satteldach; Scheunen an der Rückseite des Hofes mit ausgemauerten Gefachen. | 17. Jh.                        | 4. Januar 1994     | Jak-9           |
| Wegekreuz                                | Wegekreuz                                | Jakobwüllesheim Vettweißer Straße 12 Karte             | 18. Jh. Sandsteinkreuz auf Pfeiler mit Konsole und muschelförmiger Nische; neuer Korpus. | Anfang 18. Jh.                 | 25. Juli 1985      | Jak-3           |
| Kapelle                                  | Kapelle                                  | Jakobwüllesheim Vettweißer Straße 45 Karte             | Erbaut um 1893; Kapelle aus Backstein auf sechseckigem Grundriss; gegliedert durch hellere Backsteinlisenen, mit spitzbogigen Fenstern, spitzbogiges Portal mit Sandsteingewänden; geschweifte, verschieferte Haube; im Inneren Vesperbild aus Holz aus der Erbauerzeit. Seltener Bau in später Nachfolge der barocken Feldkapelle. | 1893                           | 20. Mai 1986       | Jak-4           |
| Fachwerkhaus                             | Fachwerkhaus                             | Müddersheim Heidegasse 4 Karte                         | 17. Jh. Datierung in Maueranker auf der erneuerten Giebelwand 1868; 2-geschossiges Fachwerkhaus, giebelständig, Giebelseite mit Backstein verblendet, 2-achsig, Eingang an der Traufseite; 3 Gefache mit originalen Fenstergrößen, Geschossbauweise mit großen Streben, durchgezapften Ankerbalken Satteldach, gut erhaltene Originalsubstanz, wohl ehem. Wohnstallhaus. | 17. Jh.                        | 23. August 1986    | Mud-1           |
| Wegekreuz                                | Wegekreuz                                | Müddersheim Feldweg an der B 264 Karte                 | 19. Jahrhundert; Wegekreuz aus Sandstein auf abgetrepptem Sockel; Korpus Gusseisen, neu | 19. Jh.                        | 7. September 1985  | Mud-2           |
| Epitaph                                  | Epitaph                                  | Müddersheim Amandusstraße 11 Karte                     | 16. Jh.; in der Friedhofsmauer eingesetzter sandsteinerner Epitaph mit Wappen der Burgherren von Müddersheim | 16. Jh.                        | 7. September 1985  | Mud-3           |
| Bildstock                                | Bildstock                                | Müddersheim Amandusstraße Karte                        | 17. Jh.; seltener barocker Bildstock, Buntsandstein, auf zweifach gestuftem, breitem Sockel; im Grundriss quadratisch mit rundbogigen Nischen an allen Seiten; geschweifter Dachabschluss. | 17. Jh.                        | 7. September 1985  | Mud-4           |
| weitere Bilder                           | Burg                                     | Müddersheim Amandusstraße 70 Karte                     | Barockes vierflügeliges Wasserschloss einheitlicher Planung mit Symmetrieachse; vorgelagerter Wirtschaftshof aus schlichten Backsteinbauten mit Werksteingewänden, Mittelportal mit Pilastern und Zugbrückenblende, darüber Giebel mit Allianzwappen; Herrenhaus von 5:6 Achsen, zweigeschossig über hohem Sockelgeschoss Eingang im Mittelrisalit mit Giebel; doppelläufige Freitreppe. Stichbogige Fenster mit Werksteingewändern; Eckquaderung; zum Park Bogenbrücke mit Freitreppe, profiliertes Traufgesims, Walmdach; Herrenhaus ursprünglich freistehend, Zwischenbauten E. 19. Jh., heute reduziert; Innenausbau Wirtschaftsbauten neu; Herrenhaus innen sehr guter Originalzustand in unveränderter Nutzung und Organisation; zugehörig Wassergräben, Parkanlage und Parkmauer. | 1718–1720                      | 3. März 1986       | Mud-5           |
| Antonius-Kapelle                         | Antonius-Kapelle                         | Müddersheim Amandusstraße Karte                        | Inschriftlich datiert 1669, 1786, renoviert 1906; 3-achsiger verputzter Saalbau mit 3/8-Schluss, Fenster rundbogig mit Sandsteingewänden und aufgeputzten Profilen des 18. Jh.; hölzernes profiliertes Traufgesims, Dachreiter, Satteldach, Eingang rundbogig überfangen mit dem Wappen der Reichsfreiherren Geyr; barockes Türgitter. Innen Spiegelgewölbe, barocker Altar, Grabplatten der Burgherren, Reste alter Farbfassung. | 1669, 1786                     | 3. März 1986       | Mud-6           |
| ehem. Mühle                              | ehem. Mühle                              | Müddersheim Amandusstraße 1 Karte                      | 17. Jh.; 2-geschossiges Fachwerkhaus, traufenständig in Geschossbauweise mit großen abgeknickten Streben, 2 Eingänge; Giebel-OG auf Deckenbalkenenden vorgekragt, viel Originalsubstanz, im Detail erheblich überarbeitet. | 17. Jh.                        | 18. Februar 1988   | Mud-7           |
| Fachwerkhaus (Forsthaus)                 | Fachwerkhaus (Forsthaus)                 | Müddersheim Amandusstraße gegenüber Weg zur Burg Karte | 18. Jh.; kleiner Winkelhof, Fachwerk, 1-geschossig mit Satteldach; Originalsubstanz weitgehend erhalten. | 18. Jh.                        | 6. Mai 1986        | Mud-8           |
| Pfarrhaus                                | Pfarrhaus                                | Müddersheim Amandusstraße 42 Karte                     | Backstein, hoher Sockel, Buntsandsteingewände; Traufseite zu 5 Achsen mit Eingang in der Mittelachse, Tür neu, doppelflügelig mit Oberlicht und kleiner runder Freitreppe; Giebelseiten zu 2 Achsen, hölzernes Traufgesims, Satteldach; neuzeitliche Überarbeitung im Detail. | 1838                           | 6. Mai 1986        | Mud-9           |
| Pfarrkirche                              | Pfarrkirche                              | Müddersheim Amandusstraße 40 Karte                     | Inschriftlich datiert 1777/78; gut proportionierter Saalbau aus Backstein auf annähernd quadratischem Grundriss, mit abgerundeten Ecken und eingezogener Apsis mit Polygonalschluss; Hauptschiff zu 2 Fensterachsen, Fenster rundbogig mit Sandsteingewänden; profiliertes Traufgesims, Walmdach, Turmhaube eingeschweifter achteckiger Helm mit ausgezogener Spitze; Apsis mit flachbogigem Sturz; vorgesetzter Westturm. Im inneren flaches Scheingewölbe auf Pilastern im Schiff, im Chorschluss Spiegeldecke. | 1777/78                        | 7. Mai 1986        | Mud-10          |
| Fachwerkhaus                             | Fachwerkhaus                             | Müddersheim Amandusstraße 68 Karte                     | 1 ½-geschossiges Fachwerkhaus, giebelständig im Verlauf der Schlossparkmauer, gebogene Fußbänder, Satteldach, Fachwerkgefüge weitgehend original, alte Fensterteilung ablesbar. | 18. Jh.                        | 15. Mai 1986       | Mud-11          |
| ehem. Vikarie                            | ehem. Vikarie                            | Müddersheim Amandusstraße 16 Karte                     | 2-geschossiges Backsteinhaus, weiß geschlämmt, giebelständig zu 2 Achsen, Eingang an der Traufseite von 3 Achsen in der Mittelachse; Fenster und Türen mit geradem Sturz; profiliertes backsteinernes Traufgesims, Satteldach; anschließend Gartenmauer aus Backstein und großer zugehöriger Garten als Freifläche und Hausgarten zur Selbstversorgung der ehem. Vikarie. | 18. Jh.                        | 20. Juli 1986      | Mud-12          |
| ehem. Burgmühle                          | ehem. Burgmühle                          | Müddersheim Amandusstraße 2 Karte                      | 2-geschossiges, traufenständiges Fachwerkwohnhaus, Geschossbauweise; 2 Eingänge an der Traufseite; Sprossenfenster, in OG in originaler Größe, im Giebel verändert; Krüppelwalmdach; zugehörig Wirtschaftsgebäude aus Bruchstein, ohne Denkmalwert. | 18. Jh.                        | 17. Februar 1988   | Mud-13          |
| Trafohäuschen                            | Trafohäuschen                            | Müddersheim Amandusstraße Karte                        | Inschriftlich datiert 1928; Backstein mit waagerechter Ziegelbandgliederung, flachbogiges Werksteinportal mit Keilstein, Oberlicht mit schmiedeeiserner Jahreszahl, originale Türen und Läden, geschweiftes Traufgesims, geschieferte Haube mit Absatzgesims und stilisiertem Pinienzapfen als Krönung. | 1928                           | 1. Oktober 1986    | Mud-14          |
| Wegekreuz                                | Wegekreuz                                | Müddersheim Amandusstraße Karte                        | ca. 3 m hohes Wegekreuz aus Sandstein, Sockel und Schaft stark verwittert, ehem. mit figürlichen Darstellungen, Kreuz mit Korpus aus späterer Zeit, verwittert. | 18. Jh.                        | 28. Januar 1988    | Mud-15          |
| Wegekreuz                                | Wegekreuz                                | Müddersheim Weg gegenüber Burg Karte                   | Inschriftlich datiert 1775; ca. 4 m hohes Wegekreuz; Unterbau Trachyt, Kreuz Buntsandstein; profilierter leicht geschweifter Sockel mit rundbogig überwölbter Muschelnische. Wappen v. Geyr, darüber Datierung, abschließend Kreuz mit Kleeblattenden. | 1775                           | 3. Februar 1988    | Mud-16          |
| Wohnhaus                                 | Wohnhaus                                 | Disternich Weiler Weg 5 Karte                          | 18. Jh.; Scheunen neu; 3 flügelige Hofanlage, Haupthaus Fachwerk, 2-geschossig, 2-achsige Straßenseite mit massivem Backsteinunterbau, Obergeschoss verputzt mit Eckstuckaturen aus dem 19. Jh.; rückwärtige Gartenseite zu 4 Achsen, Fenster mit Werksteingewänden; Hofseite engmaschiges Sichtfachwerk mit starkem profiliertem Stockgesims, Streben in Form des „Mannes“, Fenster und Türen neu; steil | 18. Jh.                        | 30. September 1986 | Dis-4           |
| Wegekreuz                                | Wegekreuz                                | Kelz Lüxheimer Weg, Ecke Oststraße Karte               | Wegekreuz aus Sandstein; großzügige Proportionen. Bedeutend für die Geschichte des Menschen, erhaltenswert aus künstlerischen, wissenschaftlichen, besonders ortsgeschichtlichen Gründen. | spätes 19. Jh.                 | 27. Mai 1986       | Kel-8           |
| Wegekreuz                                | Wegekreuz                                | Kelz Broicherstraße Karte                              | E. 19. Jh.; Wegekreuz aus Sandstein mit neugotischer Ornamentik auf Sockel, darüber Konsole und Sakramentsnische mit giebelförmigem Abschluss, Kreuz mit gusseisernem Korpus; Steinteile mit Ölfarbe gestrichen, Korpus bronziert. Bedeutend für die Geschichte des Menschen, erhaltenswert aus künstlerischen, wissenschaftlichen, besonders ortsgeschichtlichen sowie volkskundlichen Gründen. | Ende 19. Jh.                   | 24. September 1993 | Kel-9           |
| Judenfriedhof                            | Judenfriedhof                            | Lüxheim im Feld Karte                                  | Große Anlage mit zahlreichen Grabsteinen vorwiegend des 19. und 20. Jahrhunderts aus Buntsandstein und Kunststein. Bedeutend für die Geschichte des Menschen, erhaltenswert aus wissenschaftlichen, besonders ortsgeschichtlichen Gründen. | 19.–20. Jh.                    | 20. August 1985    | Lüx-1           |
| St. Nikolaus-Kapelle                     | St. Nikolaus-Kapelle                     | Lüxheim An der Kapelle Karte                           | 13. Jh. mit Veränderungen im 15./16. Jh.; Dachreiter 17.–18. Jh.; einschiffiger Tuffsteinbau mit halbrunder Apsis, Blendbogengliederung mit feinen Lisenen, spitzbogige Fenster, alte Fensterteilung teilweise erkennbar; neuer Sakristeianbau aus Backstein. Einer der ältesten, im Baukörper wohl erhaltenen Sakralbauten des Kreises. Bedeutend für die Geschichte des Menschen, erhaltenswert aus künstlerischen, wissenschaftlichen, besonders ortsgeschichtlichen Gründen. | 13. Jh.                        | 12. November 1986  | Lüx-2           |
| Fachwerkhaus                             | Fachwerkhaus                             | Müddersheim Heidegasse 7 Karte                         | 18. Jh.; ehem. 3-flügeliger Fachwerkhof, Wohnhaus giebelständig zu 3 Achsen, Fachwerk in Geschossbauweise mit durchstehenden Streben; Satteldach; anschließend Tordurchfahrt, kleines Wirtschaftsgebäude, Fachwerk; Satteldächer; Wirtschaftsgebäude und Hofseite neu aufgemauert (neue Wirtschaftsgebäude nicht Teil des Denkmals). Bedeutend für die Geschichte des Menschen, erhaltenswert aus wissenschaftlichen, besonders architektur- und ortsgeschichtlichen sowie städtebaulichen Gründen. | 18. Jh.                        | 6. April 1988      | Mud-17          |
| Hofanlage (Sinsiger Hof)                 | Hofanlage (Sinsiger Hof)                 | Müddersheim Amandusstraße 13 Karte                     | 4-flügelige Hofanlage, Backstein, weiß geschlämmt; Wohnhaus 2-geschossig, traufenständig, in der Mitte der Straßenfront 5-achsige Traufseite, Wappen der Freiherren von Geyr in der Mittelachse; Satteldach, flankierende Nebengebäude um 1 Geschoss niedriger; große ortsbildprägende Anlage in anschaulicher Originalerhaltung. Bedeutend für die Geschichte des Menschen, erhaltenswert aus künstlerischen, wissenschaftlichen, besonders ortsgeschichtlichen Gründen. | keine Angaben                  | 24. November 1988  | Mud-18          |
| Friedhofsmauer                           | Friedhofsmauer                           | Müddersheim Amandusstraße 11 Karte                     | Es handelt sich um die Umfassungsmauer des im 19. Jh. neu angelegten Friedhofs des Dorfes Müddersheim, die im nordwestlichen und südwestlichen Verlauf aus Feldbrandziegelmauerwerk mit tlws. Älterem Bestand aus Sandsteinmauerwerk besteht. Insb. In der Nordwestmauer sind ältere Grabkreuze, wohl vom alten Friedhof an der Kirche, eingelassen. In der Südwestecke ist ein Sandsteinepitath der Burgherren von Müddersheim aus dem 16. Jh. eingemauert; für den seit 1983 ein Unterschutzstellungsantrag des LVR vorliegt. Der anschließende südöstliche Teil der Mauer mit Tor ist nicht Teil des Denkmals. Die Mauer ist bedeutend für die Geschichte des Menschen, da sie die seit Jahrhunderten traditionelle Abgrenzung eines geweihten Ortes ungeschmälert in die Neuzeit überträgt und dergestalt die historische Dimension gleichermaßen wie die Einbindung in den Lebenszusammenhang des Ortes Müddersheim, denn an ihrer Lage und Existenz ist ablesbar, dass auch der kleine Ort Müddersheim in der jüngeren Neuzeit den moderneren Städtebaukriterien unterlag, denen zufolge eine Weiterbelegung der jahrhundertealten Friedhöfe um die zentralen Dorfkirchen nicht mehrgestattet wurde und neue Friedhöfe an den Ortsgrenzen angelegt werden mussten. Für den mittlerweile weitergewachsenen Ort bedeutete dies auch eine Markierung seiner ehemaligen Grenze. Die Mauer ist erhaltenswert aus volkskundlichen und städtebaulichen Gründen, denn einerseits stellen die eingemauerten Grabkreuze wichtige Zeugnisse der örtlichen Bevölkerung dar, andererseits ist der heute im Ort gelegene, durch die Mauer hervorgehobene Friedhof für das Ortsbild, für die Geschichte und Gegenwart von Müddersheim von unverzichtbarer integrativer Bedeutung. | 19. Jh.                        | 24. Oktober 2004   | Mud-19          |